# تعلقه میهر
تعلقه میهر (به انگلیسی: Mehar Taluka) یک تعلقه یا تحصیل در پاکستان است که در ایالت سند واقع شده‌است.